# 양일중학교
양일중학교(楊一中學校)는 대한민국 경기도 양평군 양평읍 양근리에 있는 사립 중학교이다.

## 학교 연혁
- 1967년 8월 25일 : 학교법인 정성학원 설립인가, 설립자 이철연
- 1967년 10월 28일 : 양평여자중학교 6학급 인가
- 1968년 3월 2일 : 초대 이병욱 교장 취임
- 1982년 : 체육관 준공
- 1996년 : 양평중 옥천분교 통합
- 1998년 : 정성관 신축
- 1999년 : 급식소 신축
- 2000년 3월 2일 : 교명변경 '양일중학교'
- 2004년 9월 : 도서관 개관
- 2010년 3월 2일 : 학급 증설(22학급)
- 2020년 3월 1일 : 이선영 이사장 취임
- 2021년 1월 28일 : 제52회 졸업식(230명) 총 11,993명
- 2021년 3월 1일 : 제11대 김종수 교장 취임

## 참고 자료
- 양일중학교 - 한국교육학술정보원 학교알리미